# Esmerarda Montero Vargas
Esmerarda Montero Vargas (Hondo Valle, República Dominicana, 28 de septiembre de 1984) es una investigadora, docente y consultora en comunicación estratégica; PhD y magíster en Comunicación Social, de las primeras dominicanas con un doctorado en esa área. Es socia fundadora de la empresa consultora en comunicación estratégica Bright Podium.

## Formación
Esmerarda Montero se graduó en Comunicación Social mención periodismo por la Universidad Autónoma de Santo Domingo (UASD) en el 2010 a la edad de 26 años. Al término de la licenciatura fue becada por el gobierno dominicano, junto a otros estudiantes a través del Ministerio de Educación Superior Ciencia Y Tecnología (MESCyT) para realizar una maestría y luego el doctorado en Comunicación Social. En el 2011 ingresó a la Universidad del País Vasco en la maestría en Comunicación Social, en España. Tras culminar la maestría Montero pasó a realizar un doctorado en Comunicación Social por la Universidad del País Vasco, siendo una de las primeras dominicanas en doctorarse en esta carrera.
Montero Vargas es egresada con honores (cum laude) de la Universidad del País Vasco (UPV/EHU) España, con los títulos de máster en Comunicación Social en 2013 y doctora internacional en Comunicación Social en 2018. Durante sus estudios de doctorado realizó varias estancias de investigación, entre ellas una en Cali, Colombia en la Universidad Autónoma de Occidente, donde se dedicó a estudiar la televisión local.
Su tesis Doctoral “La Espectacularización en los Informativos Televisivos de Prime Time: Estudio Comparativo Entre la República Dominicana y España” parte de “una exhaustiva revisión de las investigaciones en este campo en el entorno de América Latina y Europa, abarcando tesis doctorales y otras publicaciones sobre el medio televisivo y la actual tendencia espectacular de las noticias, en el contexto evolutivo del medio y del periodismo televisivo”. Su trabajo ahonda en los orígenes del estudio de los medios, su papel en la sociedad, los cambios de paradigma en la comunicación.
En su estancia en Cali, Colombia, Esmerarda Montero estudió “hasta qué punto se ve permeado el papel social del periodismo ante los nuevos paradigmas que surgen fruto de las transformaciones en la forma de hacer televisión” enmarcado en un estudio comparativo entre la televisión española y la dominicana, el formato público versus el privado.

## Activismo
Mientras cursaba sus estudios en la Universidad Autónoma de Santo Domingo (UASD), Esmerarda Montero participó como activista en organizaciones universitarias que luchaban a favor de la preservación de los derechos estudiantiles y el cuidado medioambiental; una de ellas es el Frente Estudiantil de Liberación Amín Abel (FELABEL).
En octubre de 2008 Esmerarda fue una de las 450 estudiantes de comunicación social de la Universidad Autónoma de Santo Domingo (UASD) que sometió al subconsejo de departamento de esa carrera a un profesor que supuestamente violó la resolución 2000-091, que prohíbe la venta compulsiva de libros y materiales a estudiantes de la academia. Se trató del profesor Faustino Pérez de la cátedra de Periodismo Iconográfico, quien fue acusado de promover a los estudiantes que compren los libros de su autoría, y además de prohibir que se los presten de unos a otros.
Entre sus actividades como militante del FELABEL Montero Vargas también participó en la huelga de hambre de un grupo de estudiantes universitarios que protestaban por los problemas existentes en el proceso de reinscripción para el primer semestre del 2009 en la UASD. Esmerarda duró seis días sin comer en protestas por problemas por una medida que vulneraba la posibilidad de continuar con sus estudios a más de 100.000 estudiantes. Llegó a padecer desnutrición y deshidratación severa,  por lo que debió ser ingresada por una semana tras levantar la protesta al conseguir junto a 20 activistas más la resolución 2008-128 que regularizaría las opciones de los alumnos de la UASD para seleccionar las materias sin afectar el tiempo para culminar sus estudios. El grupo en huelga de hambre fue conformado por estudiantes de diferentes carreras, quienes se ubicaron en la explanada frontal de la Rectoría y exhibieron carteles en los que exigían al Consejo Universitario solucionar el inconveniente de la reinscripción, la prensa internacional llegó a referirse a la situación, al igual que organismos de derechos humanos.
Además, Esmerarda Montero participó activamente durante siete meses de campamento junto a un grupo de ambientalistas para impedir la instalación de una cementera en Gonzalo, Sabana Grande de Boyá, una lucha sostenida contra sectores nacionales poderosos, donde la sociedad civil con el apoyo de los comunitarios logró impedir el daño medioambiental en una de las reservas acuíferas más importantes del país.

## Trayectoria profesional
Esmerarda Montero Vargas ha ejercido su profesión desde diferentes plataformas, lo que le ha permitido proyectar la preparación recibida a lo largo de los años de estudios universitarios en diferentes academias internacionales. 

### Periodista
Esmerarda Montero, como periodista, ha entrevistado a personajes reconocidos como el doctor en filosofía, escritor, antropólogo y crítico cultural Néstor García Canclini y el catedrático en Ciencias de la Información y de la Comunicación Armand Mattelart. En sus inicios, trabajó en algunas revistas dominicanas como columnista, entre ellas Revista Generación Digital y Revista Soy Caribe.
Además, desde el 2017 comparte contenido didáctico sobre comunicación estratégica en sus artículos y columnas en la Z101 Digital. A su vez, se dedica a la investigación especializada en el análisis de los medios y a la comunicación estratégica. 
Montero Vargas dirigió hasta septiembre del 2020 el Departamento de Relaciones Públicas y Comunicaciones del Instituto Nacional de Aguas Potables y Alcantarillados (INAPA) de República Dominicana. En su rol de directora del departamento fundó su boletín institucional “INAPA informa”, espacio en el que se relatan los acontecimientos más importantes de la empresa.
Desde el 2018 es presidenta y fundadora de la consultora en comunicación Bright Podium, una consultora de comunicación estratégica y relaciones públicas con servicios enfocados en la construcción, mantenimiento y proyección de imagen, así como la comunicación de crisis.
Otro de los papeles como periodista que a ejercido es el de comentarista de comunicación estratégica para el programa televisivo dominicano matutino El Despertador de Grupo SIN, en su segmento En La Red desde el 2019 hasta el 2021, analizando  tendencias  de comunicación tradicional y redes sociales.

#### Docente
Luego de siete años de formación en España, Esmerarda retorna a la República Dominicana en 2018 para ejercer la docencia. Desde entonces, ha trabajado como profesora en el Instituto Tecnológico de Santo Domingo (INTEC) en asignaturas como “Periodismo de investigación y desarrollo”,  “Tópicos de ética de la comunicación social”, entre otras; además de impartir clases en el monográfico número 40 de la carrera de Comunicación Social en la Universidad Autónoma de Santo Domingo UASD, Convirtiéndose en una de las docentes más jóvenes en  asumir ese rol. En ese mismo año Montero Vargas pasó a ser parte del cuerpo docente en la maestría de Comunicación Estratégica y Relaciones Públicas de la misma institución, donde fue reconocida junto a otros maestros por la labor realizada con los estudiantes del posgrado. Un año más tarde desarrolla para el Instituto Tecnológico de Santo Domingo (INTEC) conjuntamente con la coordinación de la carrera de Comunicación Social y Medios digitales la adaptación de los programas de asignaturas al enfoque por competencias. Siendo también desde ese mismo año representante de los maestros de la carrera ante el comité consultivo del INTEC.
Además de lo antes mencionado Montero también imparte docencia dentro del programa del diplomado en Periodismo de Investigación del INTEC auspiciado por la Embajada de los Estados Unidos de Norteamérica en la República Dominicana, junto a un equipo de expertos en el área de la comunicación a nivel nacional e internacional.

##### Investigadora
Sus investigaciones han sido referenciadas en trabajos académicos por autores de España, Argentina, Ecuador Portugal, y ha colaborado en numerosas investigaciones y publicaciones académicas, entre sus trabajos se encuentra la investigación “Elementos de espectacularización en los informativos televisivos de ‘prime time’: el caso de ‘Charlie Hebdo’” (2016), donde analizó si el tratamiento dado por los informativos de prime time (de la cadena privada española Telecinco) a las noticias sobre el atentado al semanario satírico Charlie Hebdo, perpetrado el 7 de enero de 2015 en París, se podía considerar espectacularizado.
Esmerarda Montero Vargas es autora de la tesis doctoral “La espectacularización en los informativos televisivos de prime time: estudio comparativo entre la República Dominicana y España” (2018). Cuenta con varios artículos de investigación publicados en revistas internacionales indexadas de alto impacto en Brasil, España, Portugal y República Dominicana algunos de ellos traducidos al portugués.
Dentro de sus trabajos de investigación también se encentra el reportaje "Sistema 911 en República Dominicana: cuatro años de la centralización de los servicios de emergencia”, en el que Montero planteó estadísticas relevantes que se arrojaron durante el proceso de centralización de las diferentes instituciones que dan soporte y atención primaria a la población en casos de emergencia.
Además ha participado en proyectos editoriales como la Colección de Comunicación Estratégica 2020, un libro desarrollado por la Universidad Técnica Particular de Loja (UTPL) en colaboración con profesionales de otras universidades iberoamericanas.

###### Tallerista y conferencista
A lo largo de su carrera, Montero ha impartido talleres sobre temas vinculados a la comunicación social dentro del ámbito del periodismo digital y televisivo España, Colombia y República Dominicana. En febrero del 2019 impartió una conferencia magistral titulada “los informativos televisivos en República Dominicana, la cotidianidad hecha espectáculo”, invitada por la Fundación Global Democracia y Desarrollo (Funglode) a través de su Centro de Investigación de la Comunicación (CIC). Su intervención se basó en su tesis doctoral “La espectacularización en los informativos televisivos de prime time: estudio comparativo entre la República Dominicana y España”, presentada en la Universidad del País Vasco, en Bilbao, España, en 2018.
La doctora en comunicación también impartió una charla sobre noticias falsas en abril del 2019 en el marco del mes del periodista del Colegio Dominicano de Periodistas (CDP), donde explicó que el elemento clave de las “fake news” destierra la vocación informativa y se beneficia de una confusión entre hechos y opiniones.
En el 2020 participó en el webinar “El uso de datos abiertos en las contrataciones públicas”, coorganizado con el INTEC y la  Dirección de Compras y Contrataciones Públicas, en el que se puso a disposición de los ciudadanos informaciones estratégicas disponibles sobre el Sistema Nacional de Compras y Contrataciones en un formato consumible.
También formó parte del IV seminario de comunicadores  organizado la Cooperativa Vega Real en marzo del 2021, en el que se abordó el tema “Comunicación Digital: reinvención” junto a  la periodista Edith Febles, el periodista español Moha Gerehou y el ingeniero Enmanuel Peña, miembro fundador de El Brifin.

## Publicaciones académicas
- “Elementos de espectacularización en los informativos televisivos de ‘prime time’: el caso de ‘Charlie Hebdo’” (2016), publicado por Scielo Portugal.[21]
- "Armand Mattelart y la sociedad monitorizable, una conversación" (2016), Comress (Comunicación y Responsabilidad Social), Incom UAB.[10]
- Entrevista a Néstor García Canclini, (en coautoría con Carme Ferré Pavia y Gisella Meneguelli) publicado en el portal de la comunicación de la Universidad Autónoma de Barcelona 2015, ISSN 2014-1475.[11]
- Análisis de la estrategia de comunicación de Barrick Pueblo Viejo en República Dominicana 2011-2012 publicado en el portal academia.edu[22]

## Reconocimiento
- En marzo del 2019 obtuvo el Premio Nacional de Periodismo de Datos en la categoría de Plata con su reportaje “Sistema 911 en República Dominicana: cuatro años de la centralización de los servicios de emergencia.[23]